# Іїо Кадзунорі
Кадзунорі Іїо (яп. 飯尾 一慶, нар. 23 лютого 1982, Сідзуока) — японський футболіст, що грав на позиції нападника.
Виступав, зокрема, за клуб «Токіо Верді», а також молодіжну збірну Японії.

## Клубна кар'єра
У дорослому футболі дебютував 1999 року виступами за команду клубу «Токіо Верді», за яку протягом наступних п'ятнадцяти років провів 276 ігор в чемпіонатах Японії.
Перебуваючи на контракті з цим клубом також на умовах оренди грав за «Кавасакі Фронталє» (2002 і 2005) та «Авіспа Фукуока» (2006).
Завершив професійну ігрову кар'єру у клубі «Йокогама», за команду якого виступав протягом 2014—2015 років.

## Виступи за збірну
2001 року залучався до складу молодіжної збірної Японії.  У її складі був учасником молодіжного чемпіонату світу 2001 року. На молодіжному рівні зіграв у 3 офіційних матчах.